# Valentin Nagel
Valentin Nagel (* 12. April 1891 in Germersheim, Pfalz; † 8. Januar 1942 in München) war ein deutscher Maler des synthetischen Kubismus und der Neuen Sachlichkeit. 
Zwischen 1916 und 1918 war Valentin Nagel zum Kriegsdienst verpflichtet. Über seine frühe künstlerische Ausbildung ist nichts bekannt, von etwa 1925 bis 1928 besuchte er in München die Schule für bildende Kunst des bedeutenden Kunstpädagogen Hans Hofmann. 
Unter den restriktiven Maßnahmen der Nationalsozialisten lebte Valentin Nagel zuletzt in totaler Zurückgezogenheit in Salzburg und starb 1942 in München.
Sein Schicksal darf als exemplarisch für eine Künstlergeneration betrachtet werden, die durch den Ersten Weltkrieg, die Weltwirtschaftskrise und den Nationalsozialismus mit Judenverfolgung, radikaler Kunstdiffamierung der innovativen Moderne und Verfemung begabter Kunstschaffender geprägt wurde.
Valentin Nagels künstlerisches Werk war in der öffentlichen Wahrnehmung nicht existent, bis der Sammler Gerhard Schneider Mitte der 1980er Jahre, angeregt durch einen „Zufallsfund“, auf ihn aufmerksam wurde und sein Leben und Werk erforschte. 

## Werk
In Hans Hofmanns Klasse der Münchner Schule für Bildende Kunst wurde Valentin Nagel mit den Tendenzen der Moderne konfrontiert. Seine Kunst orientiert sich am synthetischen Kubismus, den er in einigen Werken mit Gestaltungsmerkmalen der Neuen Sachlichkeit verbindet. In dieser Hinsicht kommt ihm eine einmalige Stellung zu.